# زهير القيسي (مؤرخ)
زهير أحمد محمد القيسي، وهو مؤرخ في الأنساب العربية، وشاعر، وصحفي، وإعلامي عراقي، ولد في منطقة العيواضية في بغداد عام 1928، وعمل منذ شبابه في الصحافة العراقية والأجنبية ونشر العديد من المقالات والبحوث والتقارير واللقاءات، وله عدد من مؤلفات المطبوعة والمخطوطة.
حاز على الكثير من الجوائز في داخل العراق وخارجه، كما فاز بمسابقة الشعر التي اقامتها جريدة النبأ في العراق عام 1950.

## من مؤلفاته
كان القيسي موسوعي التأليف ولهُ العديد من المقالات المنشورة، وقضى سنوات عمرهِ في القراءة والكتابة وصدرت لهُ العديد من الكتب في شتى المجالات، وطبعت له الكثير من الكتب وبقي منها حوالي 80 مخطوط لم يطبع لحد الآن ومنها:

### الكتب المترجمة
وفي مجال الترجمة فقد ترجم عدد كبير من الكتب الأجنبية ومنها:
- بانوخان - فاسيلي بان.
- الآلهة البيض العظام - ادوارد ستوكن.
- ذهب وذئاب - جاكسون كريكوري.
- مذكرات ضابط نازي - آرنست كروز.
- للانتقام زهرة بيضاء - فلبس اوبتهايم.
- النادي المسدس - سابير.
- الشطرنجي - ستيفان اتزافايج.
- مذكرات فتاة متورطة - كرستين جوب سايد.
- صراع في بغداد - أي أس ستيفنز.
- حديقة الآلهة - اليزابيث آشتون.
- كتاب المورمون المقدس.
- شارلمان - هارولد لامب.

### الشعر
بدأ زهير القيسي في نظم الشعر منذ عام 1949، أما في مجال الشعر العربي فلهُ ثلاثة دواوين: (أغاني الشبابة الضائعة، والزاد والطريق واشعار ليس لها تاريخ).

### التحقيق
وحقق الكتب التالية: (أنموذج القتال في نقل العوال لابن أبي جحلة التلمساني، ديوان معجم البلدان، غاية المقصود في العلم والعمل بالبنود لابن لاجين، رسالة النرد والشطرنج لشيخ الإسلام).

### كتب ومؤلفات مختصرة
وله مجموعة من الكتب المختصرة ومنها: ( كتاب الشطرنج الصغير - الارقام - الرايات - ابن بطوطة - اللعب في لسان العرب - مباراة شطرنجية - التقاويم - على وجه واحد من الورق - الكرة ( تاريخ العراق السياسي من خلال كرة القدم ) - من جرح القلب - ابن طرنوبه - بمائة ريشة - الصالحية - أيام الثلج)

### دراسات وأبحاث
وله مجموعة كبيرة من الدراسات منها (القين في التأريخ والاسطورة - شخصية الامام علي في الوجدان الشعبي الإسلامي - اجنحة العلوم - القلم والمطرقة - الزراعة في التراث العربي - النفط في التراث العربي - طرزان هاملت الادغال أو طرزان القيسي - شمس الامس - لغة وتراث - الجنس في لسان العرب - الانتحار والمنتحرون قمة الهاوية - مساجد بغداد - في التراث الشعبي - الفتوة والفتيان في تراث العرب - الأعلام والبيارق والرايات - ثقافات (عربية، كردية) - الثنائية بين العربية والسريانية - مطلب الخير في من أسمه زهير - آيات رحمانية (أسباب النزول) - النافذة السرية - جورج سيمنون (كتب وحياة) - التناقض والصراع في تاريخ العرب الإسلامي (كتاب القواسين) - الحجاج بن يوسف الثقفي - السجنجل (زهير القيسي باقلام 200 كاتب) - اضغاث وسمادير.

### قصص وروايات
وألف عدد من الروايات منها (انكلاي - رواية عن ثورة الزنج، خمسون وجهاً للمرأة، سلالة الشمر، الجنيات، أصدقائي الموتى اصدقائي الاحياء، عليها تسعة عشر، خراعة الخضرة).

## الشطرنج
ولقد عشق زهير الشطرنج وألف أربعة عشر كتاباً في هذه اللعبة ومنها: ( كتاب الشطرنج - كتاب الشطرنج الصغير - الشطرنج في التراث العربي - الشطرنج للجميع - تاريخ الشطرنج الكبير - الشطرنج في التراث العربي خلال 1000 عام - الشطرنج في الثقافة العالمية - فنون الشطرنج - انتصار الحب والحرب في الشطرنج - مباهج الشطرنج - عالم الشطرنج - الشطرنج في آثار الادباء - الشطرنج في الفن العالمي - كراس الشطرنج).

## الإذاعة والتلفاز
وقام باعداد وتقديم البرامج التلفازية الآتية: ( عالم الشطرنج، واليوم السابع، وحوار الثقافة، وحكايات جدو، ومن أعماق الكهف). أعد وقدم برامج إذاعية (أسمع وتسل، أصوات واصداء، أختبر معلوماتك، أسمك عنوانك)، ومن أهم البرامج التي ألتقت بهِ (حديث الثمانين، اليوم الثامن، مكتبات شخصية - الفضائية العراقية، توقيع كتاب - الفضائية العراقية، قطار العمر).

## وفاته
توفى أثر معاناة مع المرض في محافظة أربيل يوم السبت 22 كانون الأول 2012.